# NGC 7658B
NGC 7658B is een lensvormig sterrenstelsel in het sterrenbeeld Kraanvogel. Het hemelobject werd op 4 september 1834 ontdekt door de Britse astronoom John Herschel.

## Synoniemen
- ESO 347-16
- MCG -7-48-3
- AM 2323-392
- PGC 71432